# Plan de Rat
Plan de Rat is een woonwijk in het oosten van IJlst.

## Geschiedenis
De wijk werd gebouwd in de jaren zeventig en ligt ten noorden van de Sudergoweg, die in 1968 werd aangelegd om een betere ontsluiting van IJlst te realiseren.
De wijk is genoemd naar houtzaagmolen De Rat en bestaat voornamelijk uit rijtjeshuizen en twee-onder-een-kapwoningen. Verder ligt in het noorden van Plan de Rat een sportcomplex, een basisschool en een supermarkt.